# Fagner
Raimundo Fagner Cândido Lopes, mais conhecido apenas como Fagner (Fortaleza, 13 de outubro de 1949), é um cantor, compositor, instrumentista, ator e produtor brasileiro, e um dos integrantes do chamado Pessoal do Ceará.
O nome de Fagner vem sendo incluído na lista dos maiores cantores de música latina, principalmente pela sua filiação com outros músicos latinos não-brasileiros, como Mercedes Sosa.

## Infância e família
Nasceu em Fortaleza, mas acabou sendo registrando em Orós, interior do Ceará, cidade onde cresceu, passou a infância e ainda visita regularmente.
É o mais jovem dos cinco filhos de José Fares Haddad Lupus, imigrante libanês de Ain Ebel, no sul do Líbano e Francisca Cândido Lopes.

## Carreira

### Primeiros anos
Raimundo Fagner nasceu em 13 de outubro de 1949 foi registrado na cidade de Orós, no interior do estado do Ceará e batizado em 27 de dezembro na Igreja do Carmo em Fortaleza. Aos seis anos ganhou um concurso infantil na rádio local, cantando uma canção em homenagem ao dia das mães. Na adolescência, formou grupos musicais vocais e instrumentais e começou a compor suas próprias músicas. Venceu em 1968 o IV Festival de Música Popular do Ceará com a música "Nada Sou", parceria sua com Marcus Francisco. Tornou-se popular no estado em 1969, após comparecer em programas televisivos de auditório na TV Ceará, e juntou-se a outros compositores cearenses como Belchior, Jorge Mello, Rodger Rogério, Ednardo e Ricardo Bezerra, o grupo ficou conhecido como "o pessoal do Ceará". Também no ano de 1969, após ganhar o 'I Festival de Música Popular do Ceará - Aqui no Canto', Fagner saiu em excursão junto com o grupo de música e teatro do Capela Cistina, foram para Buenos Aires de ônibus, a viagem durou 45 dias de estrada.
A carreira nacional de Fagner começou de forma bastante imprevisível. Mudou-se para Brasília em 1970 para estudar arquitetura na Universidade de Brasília, participou do Festival de Música Popular do Centro de Estudos Universitários de Brasília com "Mucuripe" (parceria com Belchior), e classificou-se em primeiro lugar. No mesmo festival, recebeu menção honrosa e prêmio de melhor intérprete com "Cavalo Ferro" (parceria com Ricardo Bezerra) e sexto lugar com a música "Manera Fru Fru, Manera" (também com Ricardo Bezerra). A partir de então, Fagner conseguiu despertar a atenção da imprensa do Sudeste, sendo suas canções intensamente executadas em bares.

### Anos 1970

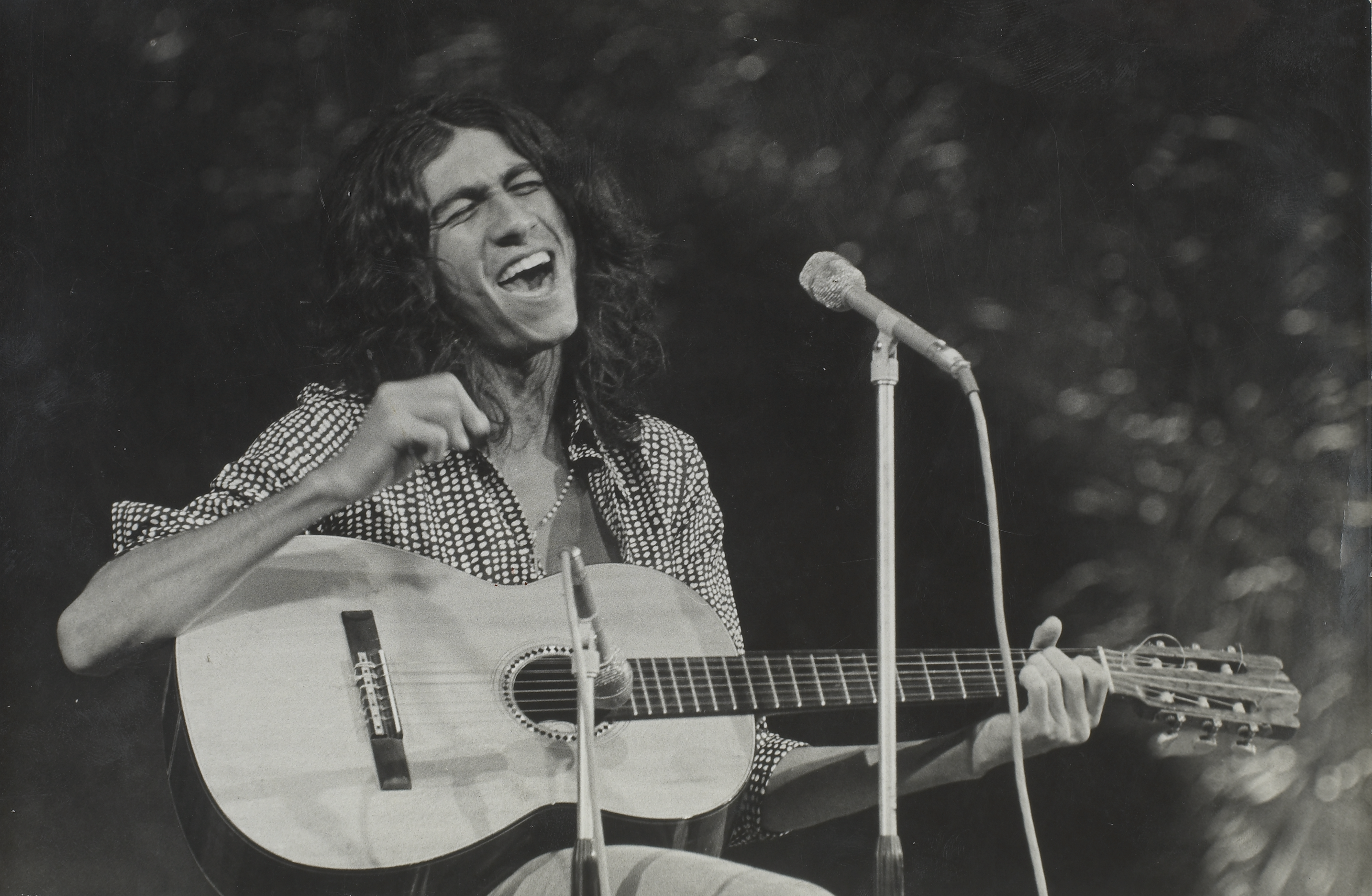
Fagner (1973)

Fagner, Ronaldo Bôscoli, Luís Carlos Miele e Elis Regina, 1972.

Em 1971 gravou seu primeiro compacto simples em parceria com outro cearense, Wilson Cirino. Foi lançado pela gravadora RGE, e não fez grande sucesso. O Objetivo da gravadora era bater o sucesso de cantores como Antônio Carlos e Jocafi. Ainda em 71 foi para o Rio de Janeiro, onde Elis Regina gravou "Mucuripe", que se tornou o primeiro sucesso de Fagner como compositor e também como cantor, pois gravou a mesma canção em um compacto da série Disco de Bolso, do O Pasquim, que tinha, do outro lado, Caetano Veloso interpretando "A Volta da Asa Branca".
O primeiro LP, Manera Fru Fru, Manera, veio em 1973 pela gravadora Philips, incluindo "Canteiros", um de seus maiores sucessos, música sobre poesia de Cecília Meireles. O disco teve participação de Bruce Henri – contra-baixista nascido em Nova Iorque e radicado no Brasil, tendo integrado a banda de Gilberto Gil– Naná Vasconcelos e Nara Leão. Apesar de tudo, o Disco vendeu apenas 5 mil cópias, e foi retirado de catálogo, e só foi relançado em 1976. O cantor fez, também em 1973, a trilha sonora do filme "Joana, a Francesa", que o levou à França, onde teve aulas de violão flamenco e canto.
De volta ao Brasil, gravou no ano de 1975 seu segundo álbum de estúdio, titulado "Ave Noturna", e foi lançado pela gravadora Continental. O disco atingiu um sucesso considerável de vendas, e pela primeira vez, Fagner teve uma de suas canções na trilha sonora de uma novela, "Beco dos Baleiros", de Petrúcio Maia e Brandão, na novela "Ovelha Negra" da TV Tupi. Ainda pela gravadora Continental, gravou um compacto simples ao lado de Ney Matogrosso.
Em seu terceiro disco, pela gravadora CBS (Raimundo Fagner), que foi um sucesso em vendas (na primeira semana foram vendidos mais de 40 mil exemplares. Seu quarto disco, Orós de 1977, teve arranjos e direção musical de Hermeto Pascoal. Fechando a década de 1970, lançou mais dois discos: Eu Canto (1978) com outro poema de Cecília Meireles – "Motivo", musicado por Fagner e mesmo tendo os créditos da poetisa o LP teve problemas com os herdeiros e teve de ser relançado com a música "Quem me levará sou eu" no lugar de "Motivo"; e Beleza (1979). Eu Canto foi seu primeiro sucesso comercial e continha também "Revelação", com um solo de guitarra tocado por Robertinho de Recife. Ela foi escrita após Roberto Carlos o perguntar em um show seu quando ele iria começar a cantar para o "povão".
Ao assinar com a CBS, Fagner exigiu ser contratado também como produtor, e assim ele ajudou a lançar vários nomes do Nordeste brasileiro, incluindo Zé Ramalho, Elba Ramalho, Amelinha e o próprio Robertinho de Recife. A gravadora passou a conter tantos artistas nordestinos e, principalmente, cearenses, que foi apelidada de "Cearenses Bem-Sucedidos".

### Anos 1980
O primeiro LP dos anos 1980 foi Eternas Ondas, que teve na parte instrumental Zé Ramalho, Dominguinhos, Naná Vasconcelos, e muitos outros. Neste mesmo disco, Fagner fez uma versão, com ajuda de Frederico Mendes, do clássico de John Lennon e Yoko Ono "Oh My Love", do álbum Imagine de 1971. Aproveitando o auge de Fagner em sua carreira, a gravadora Continental lançou o disco Juntos - Fagner e Belchior, uma compilação que continha faixas do disco Ave Noturna, o único de Fagner lançado pela Continental.
A Polydor, por sua vez, recolocou para venda o disco Manera Fru Fru Manera. Em 1981, Fagner gravou o álbum Traduzir-se, um grande marco em sua carreira. O disco foi lançado em toda a Europa e América Latina. Também em 1981 lançou um álbum em espanhol, um antigo sonho de carreira. Em 1982, lançou Sorriso Novo, que tinha como canções poemas de Fernando Pessoa e Florbela Espanca musicados por Fagner. Em 1983, gravou Palavra de Amor, que teve participação do grupo Roupa Nova e de Chico Buarque. Nos anos seguintes, gravou os discos A Mesma Pessoa e Semente, os últimos com a gravadora CBS. Ao lado da banda Blitz, Gonzaguinha e outros, Fagner participou do 12º Festival Mundial da Juventude, realizado entre julho e agosto de 1985, em Moscou.
Em 1986 lançou seu primeiro disco pela gravadora RCA, com o nome de Fagner - A lua do Leblon. Em 1987, Fagner lançou mais um disco: Romance no Deserto (título em português de uma canção composta e gravada por Bob Dylan no álbum Desire). Este disco superou a marca de 1 milhão de cópias vendidas, e foi lançado também nos Estados Unidos, importado pela BMG Music/Nova Iorque; as canções "Deslizes", "À Sombra de um Vulcão" e a faixa-título ficaram por mais de 700 dias entre as mais tocadas do Brasil. O último disco da década, O Quinze, décimo quinto disco da carreira de Fagner, recebeu o Prêmio Sharp de melhor álbum do ano.

### Anos 1990
O primeiro álbum da década, Pedras Que Cantam, de 1991, teve como primeira canção de trabalho "Borbulhas de Amor", esta que é uma versão adaptada da música homônima, em espanhol, do cantor dominicano Juan Luis Guerra. Fagner passou dois anos sem lançar um disco novo. Foram vinte meses de preparo até que o disco Demais fosse lançado em maio de 1993. O disco revive os principais temas da Bossa Nova, com versões de canções de Vinicius de Moraes, Tom Jobim e Dorival Caymmi. No ano seguinte lançou o disco Caboclo Sonhador, desta vez com clássicos do forró, com versões de canções de Dominguinhos, Luiz Gonzaga e vários outros. O disco não possui nenhuma canção de sua autoria.
Em 1995 fixou moradia em Fortaleza, e lançou mais um álbum: Retratos. O álbum recuperou canções do fim dos anos 1970, ainda não gravadas por Fagner. O vigésimo álbum de sua carreira foi lançado em 1996 com o título de Pecado Verde. neste mesmo ano, Fagner completava 23 anos de carreira artística. O último disco da década de 1990 foi Terral, que não possuía nenhuma canção de sua autoria.

### Anos 2000
Em 2001, gravou o álbum que tem o título apenas de Fagner. Tem canções em parceria com Zeca Baleiro, Fausto Nilo, Abel Silva e Cazuza. A parceria de Fagner e Zeca Baleiro rendeu em 2003 um álbum de estúdio e um DVD ao vivo com o título "Raimundo Fagner & Zeca Baleiro" além de uma série de shows pelo Brasil. Em 2004, pela Indie Records, Fagner lançou o álbum Donos do Brasil. O Penúltimo disco lançado por Fagner foi Fortaleza, em 2007.Posteriormente lançou "Uma canção no Rádio" contendo nova parceria com Zeca Baleiro em 2009.
Em 2007 em entrevista a revista QUEM, Fagner assume que já teve relacionamentos com homens. Questionado quanto a ser bissexual ele deixa claro que não gosta de rótulos.

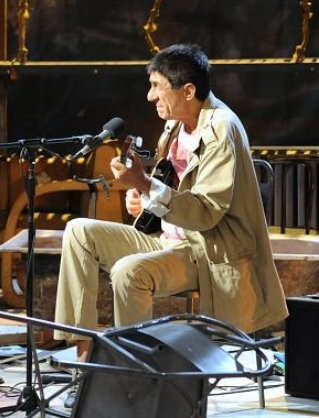
Fagner na TV Brasil, 2014

Em 2011 Fagner foi considerado um dos 30 cearenses mais influentes do ano, de acordo com uma enquete realizada pela revista Fale!
Em 2014 lançou o primeiro disco de inéditas, Pássaros Urbanos, depois de 5 anos e retornando a parceria com a Sony Music. Em Novembro de 2014, Fagner lançou um álbum ao vivo colaborativo com o cantor e violonista Zé Ramalho, intitulado Fagner & Zé Ramalho Ao Vivo, também pela Sony Music.
Em 2020 lança, em formato digital, junto com Zeca Baleiro através da Saravá Discos o disco Raimundo Fagner e Zeca Baleiro - Ao vivo em Brasília, 2002. A apresentação em Brasília (DF) foi descoberta por acaso e gerou o álbum ao vivo com 10 números do show e duas faixas-bônus gravadas em estúdio.
Em dezembro de 2020 inaugura parceria com a gravadora Biscoito Fino e lança o disco Serenata, uma seleção de serestas e clássicos da música popular gravados originalmente por grandes vozes da Era do Rádio. A música título revelou a colaboração especialíssima de Fagner com Nelson Gonçalves, feita com ajuda da tecnologia, tendo como base a voz original da gravação que Nelson lançou em 1991.

## Discografia

### Álbuns de estúdio
- Manera Fru Fru, Manera (1973)
- Ave Noturna (1975)
- Raimundo Fagner (1976)
- Orós (1977)
- Eu Canto - Quem Viver Chorará (1978)
- Beleza (1979)
- Raimundo Fagner - Eternas Ondas (1980)
- Traduzir-se (1981)
- Fagner - Sorriso Novo (1982)
- Palavra de Amor (1983)
- Luiz Gonzaga & Fagner (1984)
- A Mesma Pessoa (1984)
- Fagner - Deixa Viver (1985)
- Fagner - Lua do Leblon (1986)
- Romance no Deserto (1987)
- Gonzagão & Fagner 2 - ABC do Sertão (1989)
- O Quinze (1989)
- Pedras Que Cantam (1991)
- Demais (1993)
- Caboclo Sonhador (1994)
- Retrato (1995)
- Bateu Saudade (1996)
- Raimundo Fagner - Pecado Verde (1996)
- Terral (1997)
- Amigos e Canções (1998)
- Fagner (2001)
- Raimundo Fagner & Zeca Baleiro (2003)
- Donos do Brasil (2004)
- Fortaleza (2007)
- Uma Canção no Rádio (2009)
- Pássaros Urbanos (2014)
- Serenata (2020)
- Fagner & Elba Ramalho - Festa (2021)
- Renato Teixeira + Fagner - Naturezas (2022)
- Meu Parceiro Belchior (2022)
- Além desse futuro (2024)
- Renato Teixeira e Fagner - Destinos (2024)

### Álbuns ao vivo
- Ao Vivo - Vol. I e II (2000)
- Me Leve (Ao Vivo) (2002)
- Raimundo Fagner & Zeca Baleiro - O Show (Multishow Ao Vivo) (2004)
- Fagner & Zé Ramalho, Ao Vivo (2014)
- Raimundo Fagner e Zeca Baleiro - Ao vivo em Brasília, 2002 (2020)

### Outros
- Fagner e Cirino (1971)
- Cavalo Ferro (1972)
- Disco de Bolso do Pasquim (1972)
- Ney Matogrosso e Fagner (1975)
- Soro (1979)
- Raimundo Fagner Canta en Español (1981)
- Batuque na Praia (Compacto Simples) (1982)
- Homenaje A Picasso (1983)
- Fagner En Español (1991)
- Uma Noite Demais - Ao Vivo No Japão (1993)
- Ensaio - Ao Vivo na TV Cultura (2018)

### Álbuns de vídeo
- Amigos e Canções (2000)
- Me Leve (Ao Vivo) (2002)
- Raimundo Fagner & Zeca Baleiro - O Show (2004)
- Ao Vivo, 2000 (2008)
- Fagner & Zé Ramalho, Ao Vivo (2014)

### Coletâneas
- História da MPB (1984)
- Presença de Fagner (1988) - (45 mil cópias vendidas)[14]
- Cartaz - Os sucessos de Fagner (1989)
- Frente A Frente (1995)
- 20 Super Sucessos, Vol. I (1995)
- Seleção de Ouro (1995)
- 20 Super Sucessos, Vol. II (1996)
- Brilhante (1996)
- Brilhantes 2 (1997)
- O Melhor de Fagner (1997)
- Focus - O Essencial de Fagner (1999)
- Duplo, 100 Anos de Música (2000)
- Duplo, O Melhor de 2 (2000)
- Enciclopédia Música Brasileira (2000)
- Eu Só Quero Um Forró (2000)
- Vinte E Um, 21 Grandes Sucessos (2000)
- 2 Ases, Fagner E Belchior (2003)
- Maxximum (2005)
- A Arte de Fagner (2006)
- Seleção Essencial, Grandes Sucessos (2010)

## Prêmios
- IV Festival de Música Popular do Ceará – 1968
  - Melhor Canção – "Nada Sou" (em parceria com Marcus Francisco).
- Festival de Música Jovem CEUB – 1971
  - Melhor Canção – "Mucuripe" (em parceria com Belchior).
  - Prêmio Especial do Júri (hors-concours) – "Cavalo Ferro" (em parceria com Ricardo Bezerra).
  - Melhor Intérprete.
  - Melhor Arranjo.
- Festival TV Tupi – 1979
  - Melhor Intérprete – "Quem Me Levará Sou Eu" (Dominguinhos / Manduka).
- Prêmio Playboy de MPB – 1979
  - Cantor do ano.
- Prêmio Sharp de Música Popular – 1990
  - Melhor Cantor.
  - Melhor álbum – O Quinze.
  - Melhor canção – "Amor Escondido" (Raimundo Fagner / Abel Silva).
  - Melhor disco regional – Gonzagão e Fagner Vol. 2.